# 中露国際列車
中露国際列車（ちゅうろこくさいれっしゃ）とは中華人民共和国とロシア連邦の国境を越える国際列車をさす。

## 概説

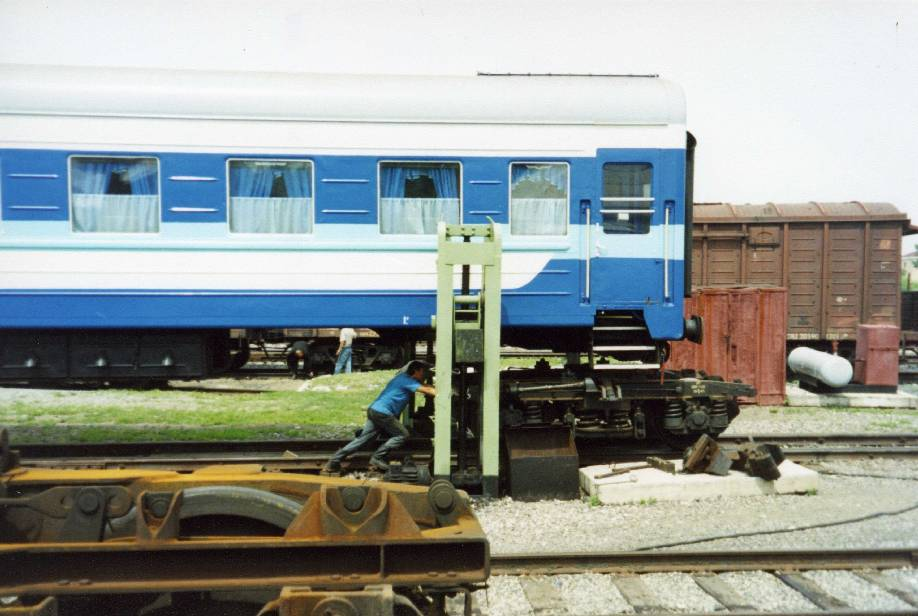
中国・ロシア国境での台車交換

連結している線路を中露国境を越えて運行する列車である。中露国際列車は基本的に3つの種類の運用がある。中国の軌間は1435mmの標準軌であるがロシアは1520mmの広軌であり国境ごとに台車交換がある。国境を越えると人種は黄色人種から白色人種、言語は漢字からキリル文字へと変わり、東洋と西洋の景色が見られる国際列車なので鉄道ファンにも人気が高い。

## 列車詳細

### 列車番号・K7023/7024次

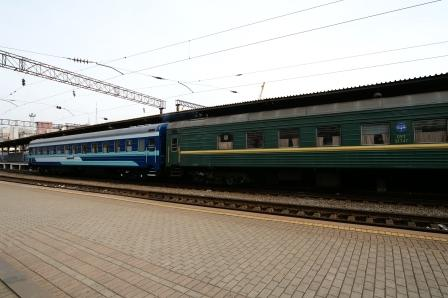
ウラジオストク・ハバロフスク - ハルビン東間の国際列車。左側の青いカラフルな車両がハルビンから来たもの。ロシアの車両を使用。この列車のように編成の一部のみが国境を越える列車もある。ウラジオストク駅にて。

- 運用区間：ハルビン - 綏芬河 - ウラジオストク・ハバロフスク
- 運用距離：ハルビン - ウラジオストク間：813km、ハルビン - ハバロフスク間：1355km
- 運用日・区間（ハバロフスク、ウラジオストク到着時間は、ロシア鉄道の標準時であるモスクワ時間で記してある。現地時間との時差は7時間である）　
  - K7023次：水曜日/土曜日 ハルビン東20:48発→金曜日/翌週月曜日 ハバロフスク0:30着・ウラジオストク4:23着
  - K7024次：月曜日/木曜日 ウラジオストク9:22発・ハバロフスク14:00発→水曜日/金曜日 ハルビン東7:55着
- ロシア車両を使用し、車掌もロシア人。ハルビン発ハバロフスク・ウラジオストク行きは、綏芬河行き快速に併結され、同じ列車にロシア車1両ずつで綏芬河を越え、ウスリースク駅に停車するとそれぞれの目的地別に分かれる。ハバロフスク→ハルビンは運行上綏芬河にて午後から夜にかけて7時間ほど長時間停車する。
- （2015年11月）現在、時刻表に時刻が掲載されているのみで、2013年4月以降運行実績がなく、事実上廃止状態となっている[1][2]。